# Korniewo
Korniewo (ros. Корнево, hist. pol. Cynty, niem. Zinten, lit. Cintai) – osiedle typu wiejskiego w rejonie bagrationowskim (obwód królewiecki Federacji Rosyjskiej), położona parę kilometrów na północ od granicy rosyjsko-polskiej, nad strumieniem Korniewka (Kopневка; niem. Stradick), 22 km na wschód od Mamonowa.

## Historia

Akt oddania się stanów pruskich królowi Polski Kazimierzowi IV Jagiellończykowi i Koronie Królestwa Polskiego, 15 kwietnia 1454 roku, Archiwum Główne Akt Dawnych

Wieś kościelna Cynty (z jęz. pruskiego „sinds” – dereń, krzew; „sindats” – siadać, osiedlać się) otrzymała w 1313 miejskie prawo chełmińskie. Miasto w 1414 i 1520 było niszczone przez wojska polskie. Pierwotnie należało do Warmii. W 1440 było jednym z miast założycieli Związku Pruskiego, który na początku 1454 zwrócił się do polskiego króla z prośbą o przyłączenie Prus do Królestwa Polskiego. W lutym 1454 król Kazimierz IV Jagiellończyk przychylił się do prośby i inkorporował region z miastem do Polski, a miasto uznało zwierzchnictwo króla. Po II pokoju toruńskim od 1466 miasto było częścią lenna Królestwa Polskiego, pozostając zarazem do 1525 przy państwie zakonu krzyżackiego i odtąd zalicza się do obszaru Natangii. W 1543 ustanowiono posadę tłumacza polskiego w miejscowym kościele. W 1630 r. w Cyntach wciąż był tłumacz polski oraz cmentarz polski. W 1657 miasto zostało utracone przez Polskę. W XVII w. znaczny rozwój sukiennictwa. Niszczone przez pożary 1593, 1624, 1629, 1716. Pożary rynku 1898–1904, po czym planowa odbudowa.
Ponieważ przed 1773 na sąsiedniej polskiej Warmii protestanci mogli przebywać nie dłużej niż rok, wielu z nich – zwłaszcza z Braniewa – omijało ten przepis, przenosząc się na 1 dzień właśnie do pobliskich Cynt. Stąd w mowie potocznej aż do XX w. miasteczko nazywane było żartobliwie „zagranicą” – (niem. Ausland).
Przed II wojną światową Cynty liczyły 6000 mieszkańców, należały do powiatu świętomiejskiego i miały charakter miasta garnizonowego. Były węzłem kolejowym linii Królewiec-Olsztyn, Królewiec-Lidzbark Warmiński i Cynty-Święta Siekierka ze stacją Korniewo. Cynty były również uzdrowiskiem (stacja klimatyczna Waldhof w lesie miejskim Dąbrowa / Damerau).
Miasto zostało założone na planie trapezoidalnym z regularną siatką ulic. Na środku rynku stał ratusz (zbudowany w miejscu poprzedniego 1724, na wzgórzu kościół parafiany śś. Mikołaja i Babary, od 1525 ewangelicki (z XIV w., zupełnie przebudowany 1741, ze skromnym wyposażeniem wnętrza z tegoż czasu). Do 1716 na tzw. polskim cmentarzu na przedmieściu stał jeszcze dawny szpitalny kościółek św. Anny, niegdyś sanktuarium maryjne. W herbie miasta znajdowały się 2 skrzyżowane srebrne wieże, a nad nimi na błękitnym polu złoty łeb wołu.
Podczas walk niemiecko-radzieckich w lutym 1945 Cynty kilkakrotnie przechodziły z rąk do rąk i zostało prawie całkowicie zniszczone. Ponieważ leżąca w pobliżu granica radziecko-polska odcięła je od południowej części naturalnego zaplecza, rozwój uległ zahamowaniu i Korniewo zostało pozbawione praw miejskich. Z kościoła pozostała tylko ruina wieży.

## Zabytki
- Ruiny kościoła z XIV w.
- Wieża ciśnień z pocz. XX w.

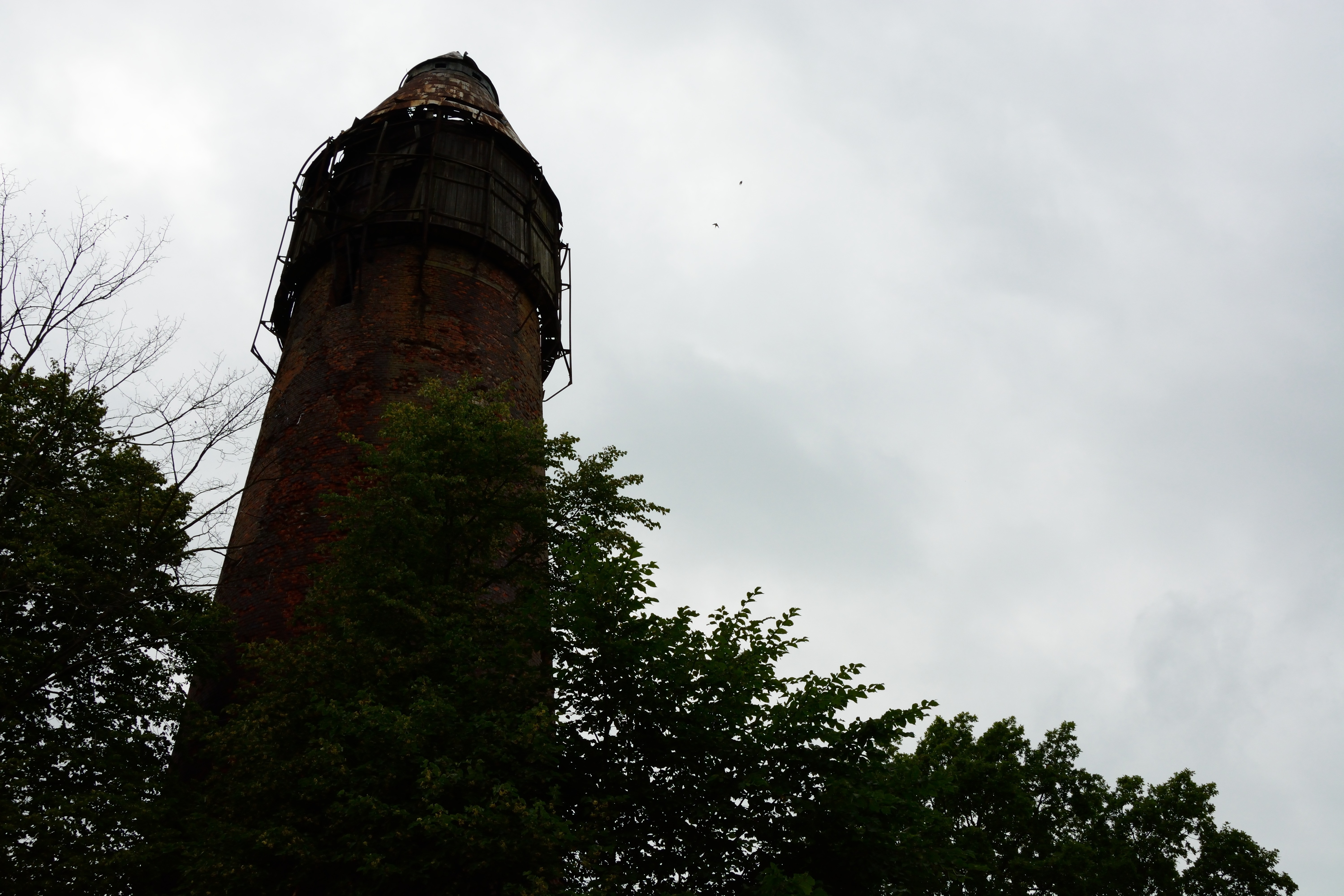
Wieża ciśnień

- Młyn i magazyn z pocz. XX w. (w ruinie)

## Ludzie związani z Korniewem
- Valentin Thilo (Starszy)
- Albertine Assor (1863-1953), diakonisa Kościoła baptystów, założycielka noszącego jej imię szpitala w Hamburgu (Albertinen-Krankenhaus).